# Горский, Александр Константинович
Алекса́ндр Константи́нович Го́рский (1886—1943) — русский философ

, поэт, публицист, представитель русского космизма. Публиковался под псевдонимами А. Горностаев, А. Остромиров, А. Гробов, Лучицкий А. К.

## Биография
Родился в семье православного священника. В 1897—1902 учился в Стародубском духовном училище, в 1902—1906 — в Черниговской семинарии, затем — в Московской духовной академии. По окончании академии (1910) был оставлен для подготовки к профессорскому званию. Углублённый интерес к религиозно-философской проблематике привёл к сближению (1906) с П. А. Флоренским, В. А. Тернавцевым, Львом Шестовым. Позднее познакомился с учением Н. Ф. Фёдорова (1912). Идея преодоления смерти как высшей цели человечества определила отношение Горского к задачам литературного творчества.
Следование учению Фёдорова привело к отказу от принятия сана и расхождению с церковью. Сблизился с И. П. Брихничёвым и печатался в издаваемом им журнале «Новое вино» (1913, № 2—3).
В 1913 году был направлен преподавать латынь и русскую словесность в Одесскую семинарию. Совместно с Брихничёвым издал сборник «Вселенское дело» (вып. 1, Одесса, 1914), посвящённый десятилетию со дня смерти Фёдорова. С 1922 жил в Москве, опубликовал книги о Толстом и Фёдорове «Перед лицом смерти» (1928) и «Н. Ф. Фёдоров и современность. Очерки» (вып. 1—4, Харбин, 1928—1933).
С 1920 по 1922 год Горский был заведующим лекторским бюро в Уполитпросвете города Вознесенска Одесской губернии. В 1922 г. Горский переехал в Москву и занялся литературной деятельностью. В Москве познакомился с Николаем Сетницким и Валерианом Муравьевым, они собирались вместе в библиотеке ВСНХ, где служил Муравьев.
10 июня 1927 года Горский был арестован по обвинению в создании «небольшой группировки так называемых „федоровцев“», «пропаганде „реакционного учения Федорова“» и «сношениях с антисоветской эмиграцией для использования религиозных настроений верующих в антисоветских целях». 17 августа 1927 г. он был освобождён под подписку о невыезде, затем дело было прекращено.
11 января 1929 года Горский был вновь арестован по обвинению в «участии в контрреволюционной организации». По этому делу, кроме Горского, арестовали еще пять человек. Этот арест Горского был связан с арестами участников кружка «Воскресение», с которыми он общался. По постановлению Особого совещания при Коллегии ОГПУ от 22 июля 1929 г. Горский был заключён в исправительно-трудовой лагерь сроком на 10 лет.
В 1937 году он был досрочно освобождён за «ударный труд на строительстве Беломоро-Балтийского канала» и поселился в Калуге.
Во время Великой Отечественной войны, 4 февраля 1943 года, Горский был вновь арестован и обвинён в том, что во время немецкой оккупации Калуги он «поддерживал связь с немецкими офицерами», «посещал редакцию фашистской газеты „Новый путь“», «пытался открыть кладбищенскую церковь с целью пропаганды в ней антисоветской деятельности», «среди близких знакомых активно проводил антисоветскую агитацию», «был оставлен в Калуге для проведения шпионской работы в пользу Германии». 2 июня 1943 года его дело было направлено на рассмотрение Особого совещания при НКВД СССР с предложением приговорить его к расстрелу. Но 24 августа 1943 года Горский умер в тюремной больнице в Туле. Он был реабилитирован в 1999 году.

## Литературная деятельность
В изданный вместе с Брихничёвым сборник «Вселенское дело» были включены стихи и статьи Горского. Среди них — статья «Тяга земная» о философских и жизненных контактах Н. Ф. Фёдорова и В. С. Соловьёва. Позднее этой теме Горский посвятил книгу «Рай на земле» (Харбин, 1929).
Попытался дать поэтическую интерпретацию учения Фёдорова в сборнике стихов «Глубоким утром. (Песнопения)» (Москва, 1913; выступал под псевдонимом А. Горностаев, А. Остромиров, А. Гробов, Лучицкий А. К.), в котором отмечается влияния В. С. Соловьёва и раннего А. А. Блока. Невысокое качество стихов определились неоригинальностью образного строя и неоформленностью мысли.
Горский принимал деятельное участие в литературной жизни Одессы, публиковал стихи и статьи о музыке в журнале «Южный музыкальный вестник» (1914—1917). Сблизился с молодыми одесскими поэтами — Э. Г. Багрицким, И. Бобовичем, А. Фиолетовым и другими. Опубликовал рецензию на сборник «Авто в облаках» (Одесса, 1916), где высоко оценил тематическое и формальное новаторство авторов сборника. Горский особо выделил Багрицкого и московских участников — В. Г. Шершеневича и С. М. Третьякова («Южный музыкальный вестник», 1916, № 3—4). Принял участие в сборнике «Седьмое покрывало» (Одесса, 1916). Его стихи резко отличались своим романтическим настроем и философскими и богословскими темами.
Автор книг «Перед лицом смерти» (1928) о Л. Н. Толстом и Н. Ф. Фёдорове и «Н. Ф. Фёдоров и современность. Очерки» (вып. 1—4, Харбин, 1928—1933). Работы Горского и Фёдорова были изданы в Харбине Николаем Сетницким.